# Château de Rayne-Vigneau
Pour les articles homonymes, voir Rayne et Vigneau.
Le château de Rayne-Vigneau est un château et un domaine viticole dans le Sauternais produisant un vin liquoreux du même nom. Il est situé dans la commune de Bommes, dans le département de la Gironde, en France.
En AOC sauternes, le château est classé premier grand cru dans la classification officielle des vins de Bordeaux de 1855,.

## Localisation
Le domaine est situé dans la partie sud-est de la commune, près de l'écart dénommé Le Haut-Bommes et l'accès s'effectue depuis la route départementale D125e1 qui mène à Sauternes vers le sud et vers Pujols-sur-Ciron au nord.

## Histoire du domaine

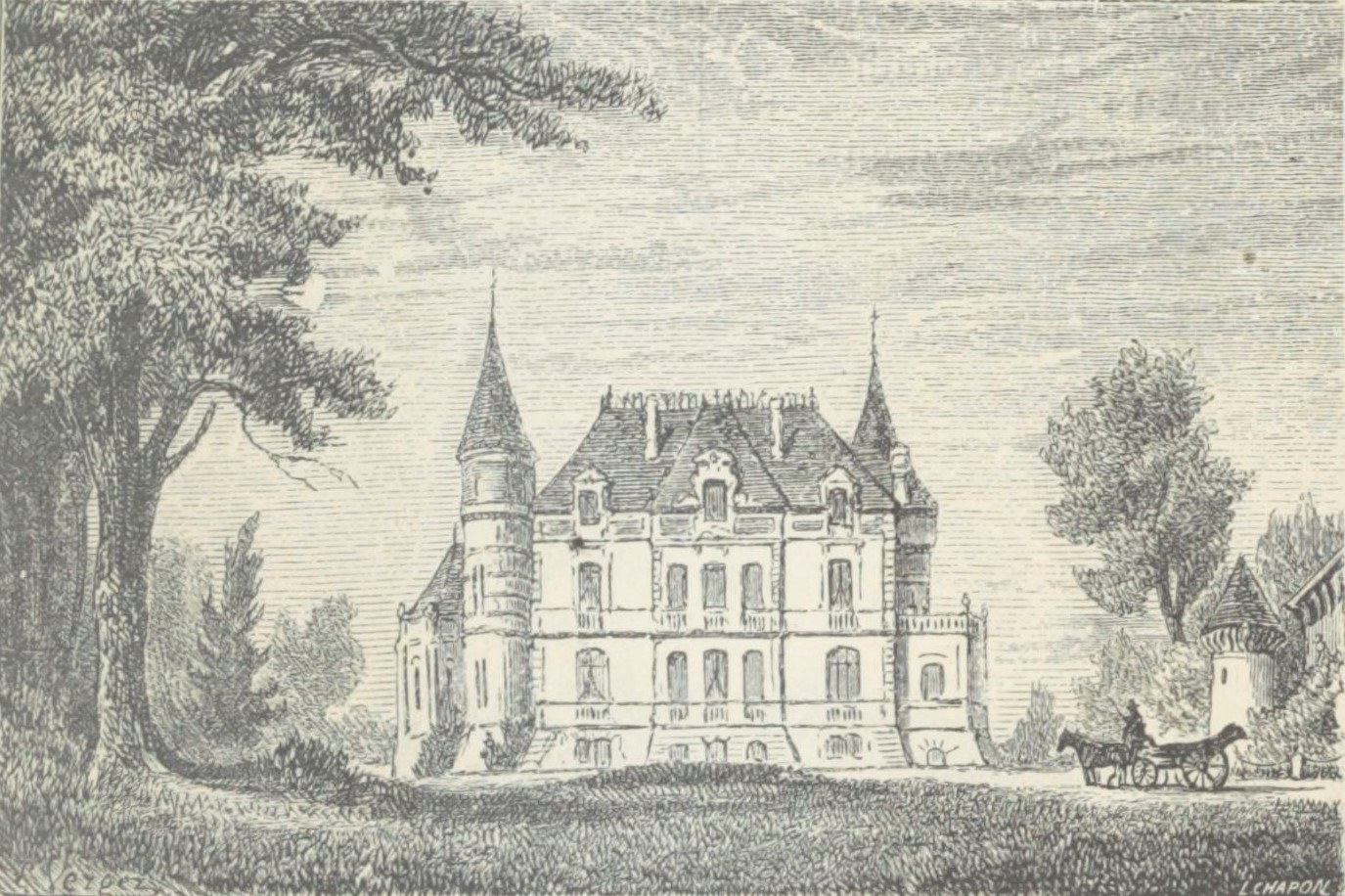
Illustration du Château de Rayne-Vigneau en 1898.

Gabriel de Vigneau est le premier propriétaire connu du domaine en 1685,. En 1681, son fils Étienne épouse la fille du seigneur d'Yquem et prend la direction du domaine,.
En 1742, Jean Duffour, devient le propriétaire, après son décès en 1750, son épouse devient la nouvelle propriétaire. En 1774, le domaine Vigneau est hérité par un des fils, qui décède l'année suivante, le fils cadet, Bruno Duffour devient alors le propriétaire du domaine jusqu'en 1817.
En 1834, la baronne de Rayne, née Catherine de Pontac, l'achète aux neveux de Bruno Duffour,.
En 1855, le domaine de Vigneau est classé parmi les premiers cru du Sauternais dans la classification officielle des vins de Bordeaux dans la catégorie des vins liquoreux de sauternes,,.
En 1865, le comte Gabriel de Pontac, neveu et héritier de la baronne de Rayne, confie la reconstruction du château à l'architecte Louis-Michel Garros dans un style éclectique mêlant néo-Renaissance, néo-gothique et style Louis XVI.
Lors de l'Exposition universelle de 1867, le millésime 1861 obtient la médaille d'or.
Après le décès de Gabriel de Pontac en 1892, son neveu Albert de Pontac lui succède. Il renomme alors le domaine château Rayne-Vigneau pour rendre hommage à la baronne de Rayne dont il est le petit-neveu,.
Le vignoble est reconstitué entre 1893 et 1914 à la suite de la crise du phylloxéra. À la suite du décès de Albert de Pontac en 1922, le domaine est administré par son gendre le vicomte Gabriel de Roton pour le compte des quatre filles d'Albert de Pontac.
En 1961, Mr Georges Raoux reprend l'exploitation du vignoble, le château est toujours la propriété de la famille Pontac.
En 1967, la demeure est reprise par François de Roton, fils de Gabriel de Roton.
En 1971, la société Mestrezat-Preller achète le vignoble. Le vignoble est alors essentiellement replanté avec le cépage Sauvignon. Puis en 1982, les chais sont entièrement rénovés.
Le domaine viticole a été racheté en 2004 par le Crédit agricole via sa filiale CA Grands Crus, ; en 2015, il est racheté par le groupe Trésor du Patrimoine.
Le château, son parc avec ses aménagements sont toujours la propriété des héritiers de François de Roton, et font l’objet d’un classement au titre des Monuments Historiques par arrêté du 19 avril 2004.

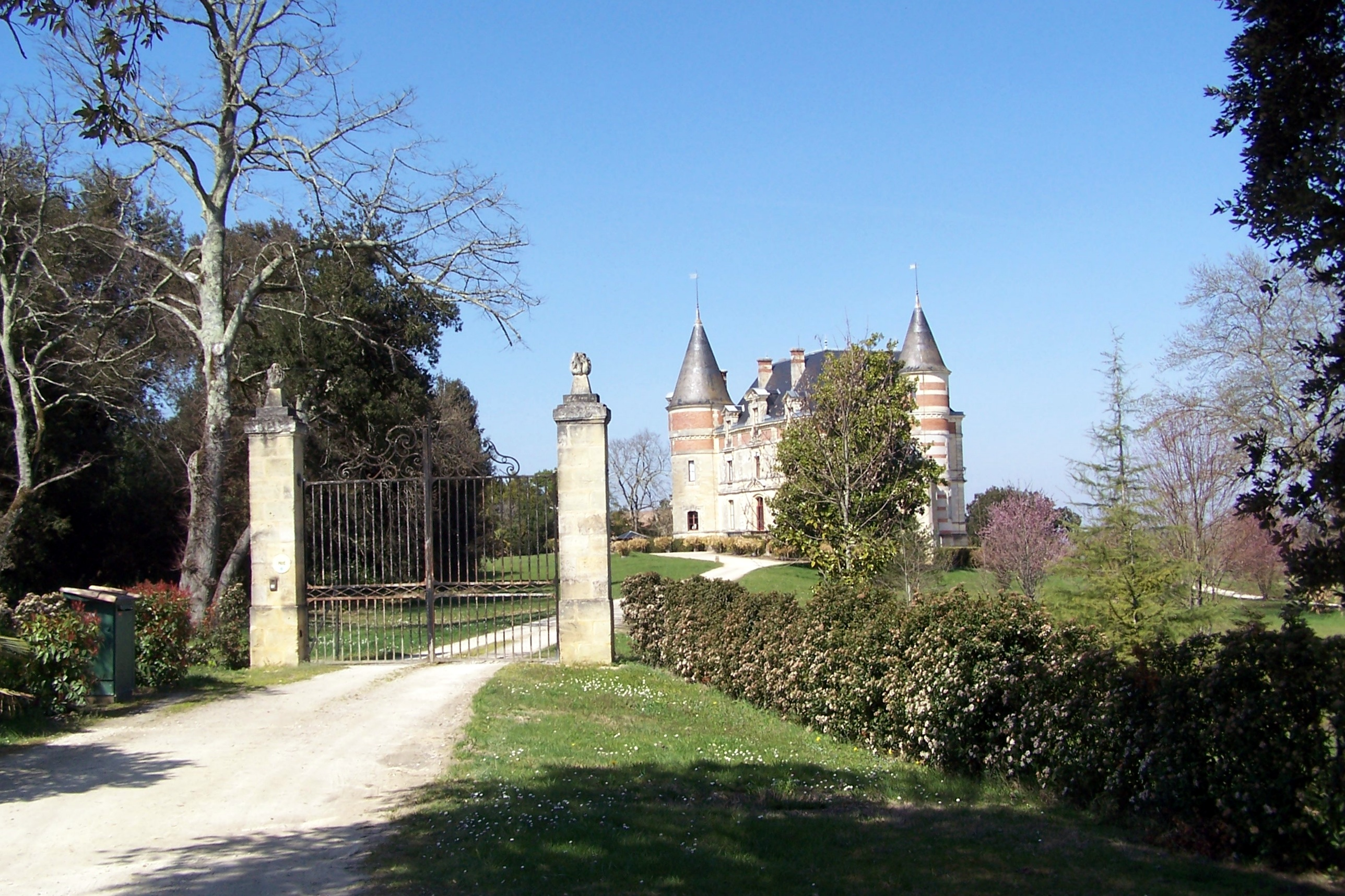
Vue sud-est du château et du parc
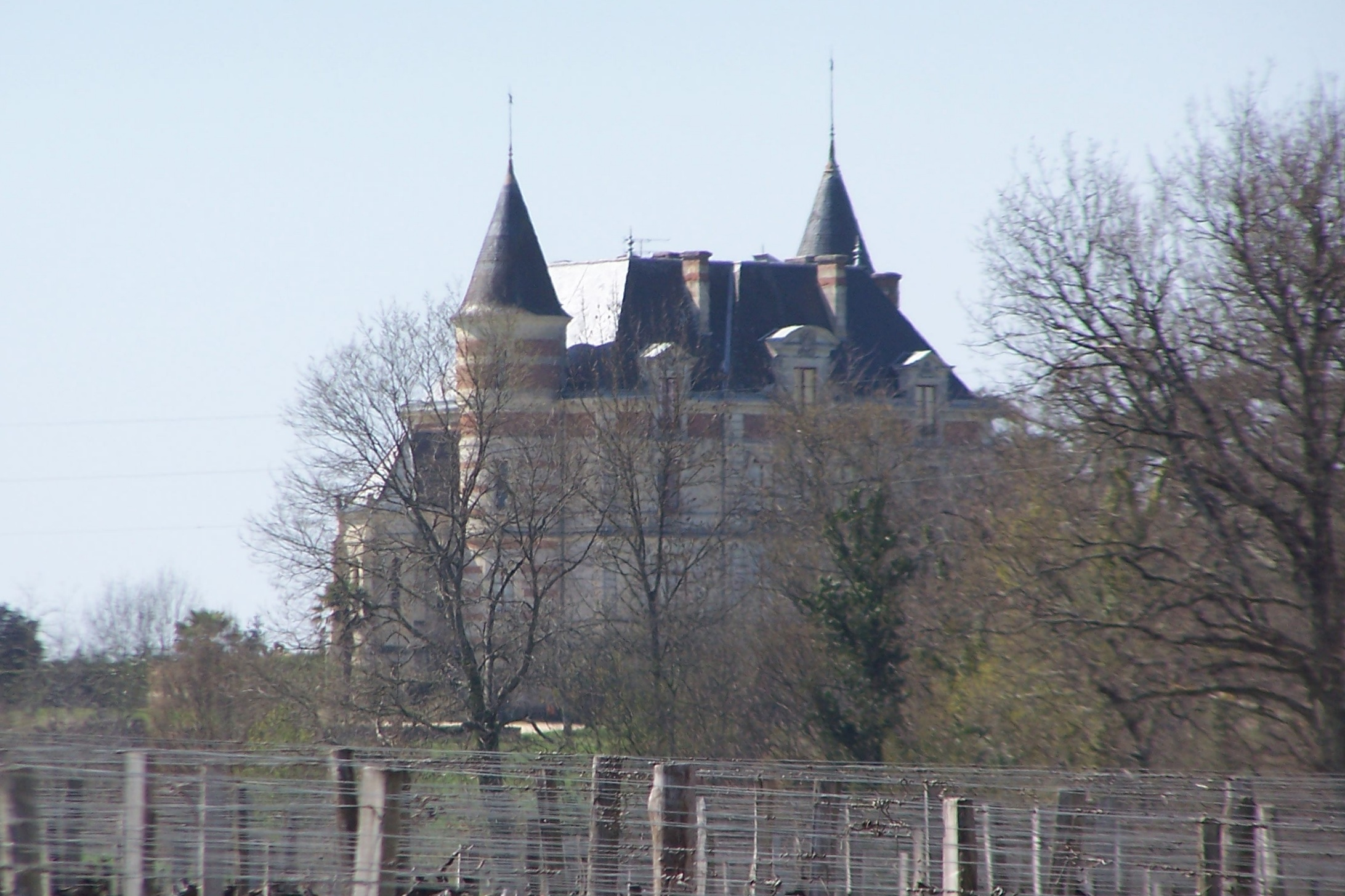
Vue nord-est du château
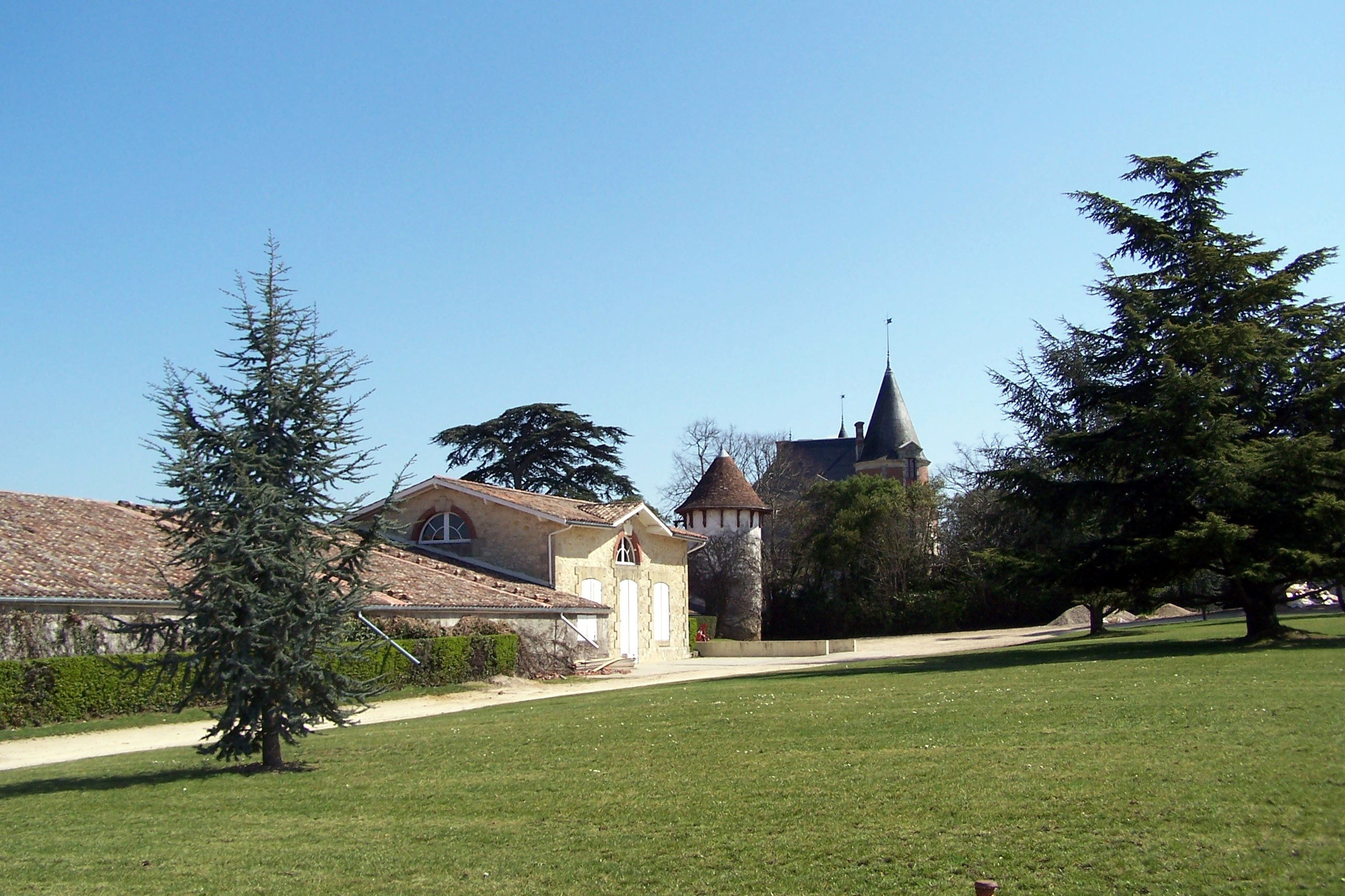
Vue partielle des chais
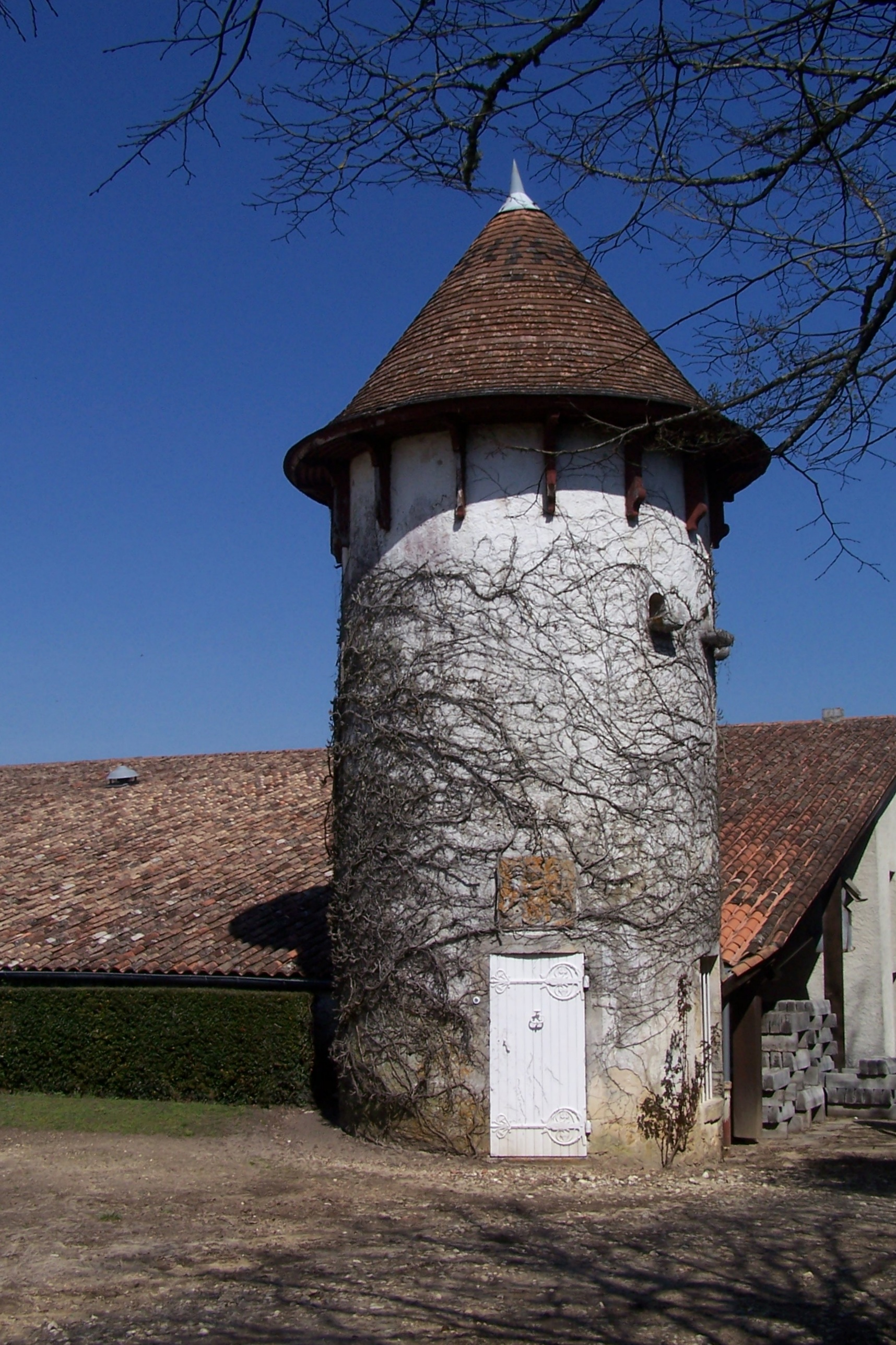
Pigeonnier près des chais

## Terroir
La surface du vignoble s'étend sur 84 hectares, l'encépagement se compose de Sémillion (74 %), Sauvignon Blanc (24 %) et Muscadelle (2 %). L'âge moyen des vignes est de 30 ans.
Le terroir est constitué de graves sablonneux composés de pierres précieuses, de calcaires sur un sous-sol argileux,.

## Le champignonBotrytis cinerea
Le vin blanc liquoreux de sauternes est produit grâce à la présence d'un champignon, le Botrytis cinerea. Habituellement ce champignon est redouté par les viticulteurs, car ils entrainent des pertes importantes de rendements et de la qualité des moûts. Mais dans des conditions bien particulière, ce champignon devient bénéfique pour la réalisation du vin liquoreux, il est alors appelé pourriture noble. Le développement de la pourriture noble est favorisé par la présence de la rivière Ciron proche du vignoble, en automne le brouillard se forme grâce aux différences de températures, ces conditions d'humidité sont indispensables.
Ces conditions doivent être suivies d'un temps sec et ensoleillé pour favoriser l'évaporation de l'eau et la concentration du sucre dans les grains de raisins. Les vendanges peuvent se dérouler en 4 à 8 étapes, seuls les grains les plus mûrs et atteints de pourriture noble sont récoltés.

## Vins
Deux vins blancs liquoreux sont produits en AOC sauternes, :
- le premier vin est le Château de Rayne Vigneau ;
- le second vin est Madame de Rayne.

Un vin blanc sec est produit en AOC Bordeaux, le Sec de Rayne Vigneau.
Les millésimes 2014 produits en AOC sauternes et AOC Bordeaux sont Végans.
En octobre 2018, un nouveau vin blanc liquoreux sans souffre ajouté et végan en AOC sauternes est commercialisé, il est nommé Audace.

## Œnotourisme
Son accueil a été récompensé au concours international Best of Wine Tourism en 2016 et 2018 grâce à ses visites et ateliers proposées :
- Dégustation perchée en haut d'un cédre bicentenaire encadré par un professionnel[14],[15],
- Découverte du vignoble à cheval en compagnie d'un guide de tourisme équestre[15],
- Parcours pour éveiller les 5 sens à la dégustation[15],
- Un escape game "The Sweet Escape",
- Visites découvertes,
- Atelier d'arômes et de saveurs.

En 2017, le nombre de visiteurs a atteint 7000 personnes et a représenté 8 % des ventes.